# Vrchlabí
Vrchlabí (deutsch Hohenelbe) ist eine Stadt im Okres Trutnov in der Region Královéhradecký kraj in Tschechien.

## Geographische Lage
Die Stadt liegt im nördlichen Böhmen, 20 km westlich von Trutnov (Trautenau), und wird auch als „das Tor zum Riesengebirge“ bezeichnet. Sie befindet sich im südlichen Teil des Riesengebirges auf einer Höhe von 484 m über dem Meeresspiegel und ist nach Špindlerův Mlýn (Spindlermühle) die zweite Stadt am Oberlauf der Elbe. Diese durchfließt die Stadt von Nord nach Süd.
Nachbarorte sind Strážné (Pommerndorf) im Norden, Dolní Dvůr (Niederhof) im Nordosten, Černý Důl (Schwarzenthal) und Lánov (Langenau) im Osten, Kunčice und Horní Branná (Brennei) im Süden, Jilemnice (Starkenbach) im Südwesten und Benecko im Nordwesten.

## Stadtgliederung
Die Stadt Vrchlabí besteht aus den Ortsteilen
- Hořejší Vrchlabí (Oberhohenelbe)
- Podhůří (Harta) und
- Vrchlabí (Hohenelbe)

## Geschichte

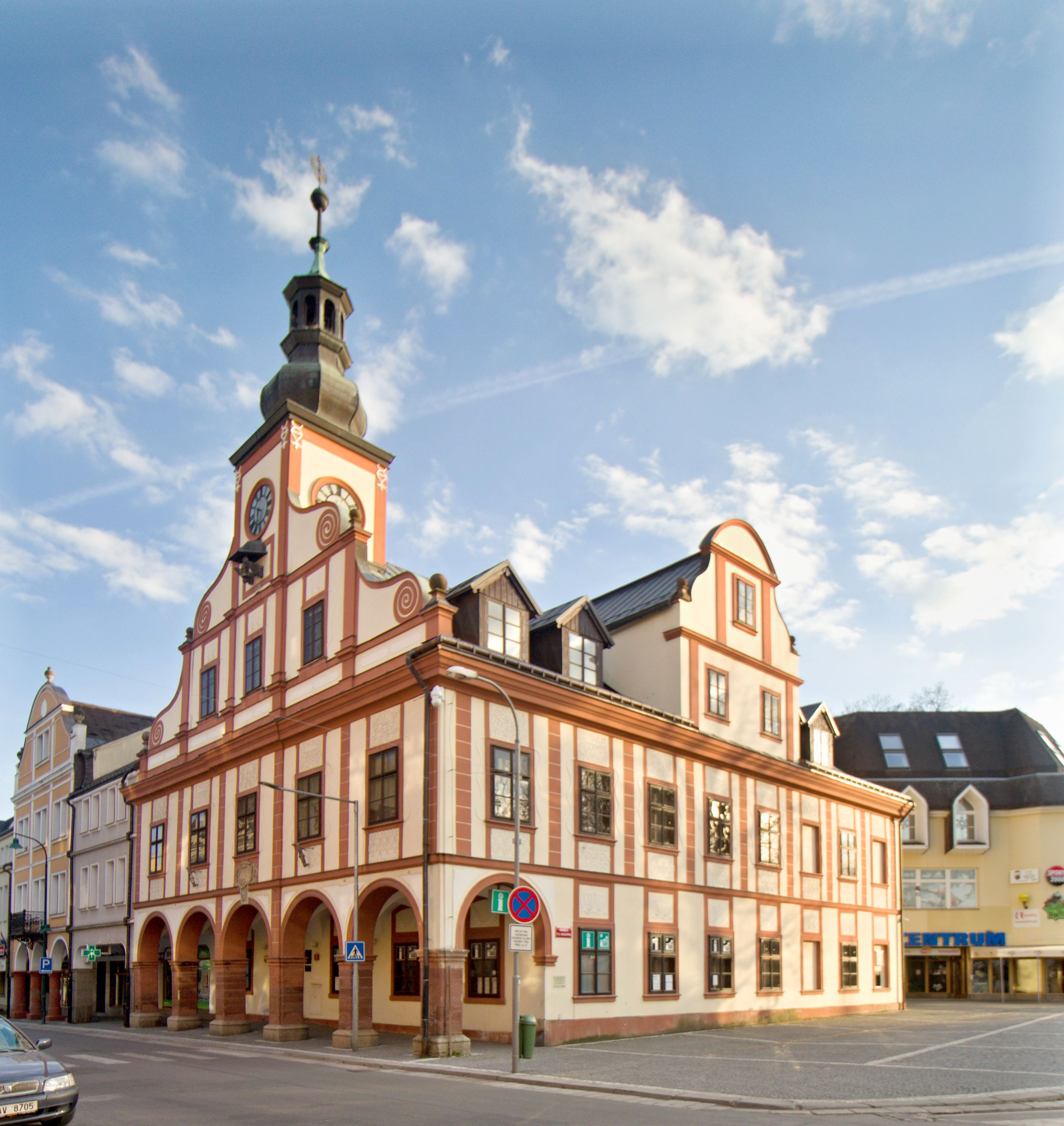
Marktplatz mit altem Rathaus

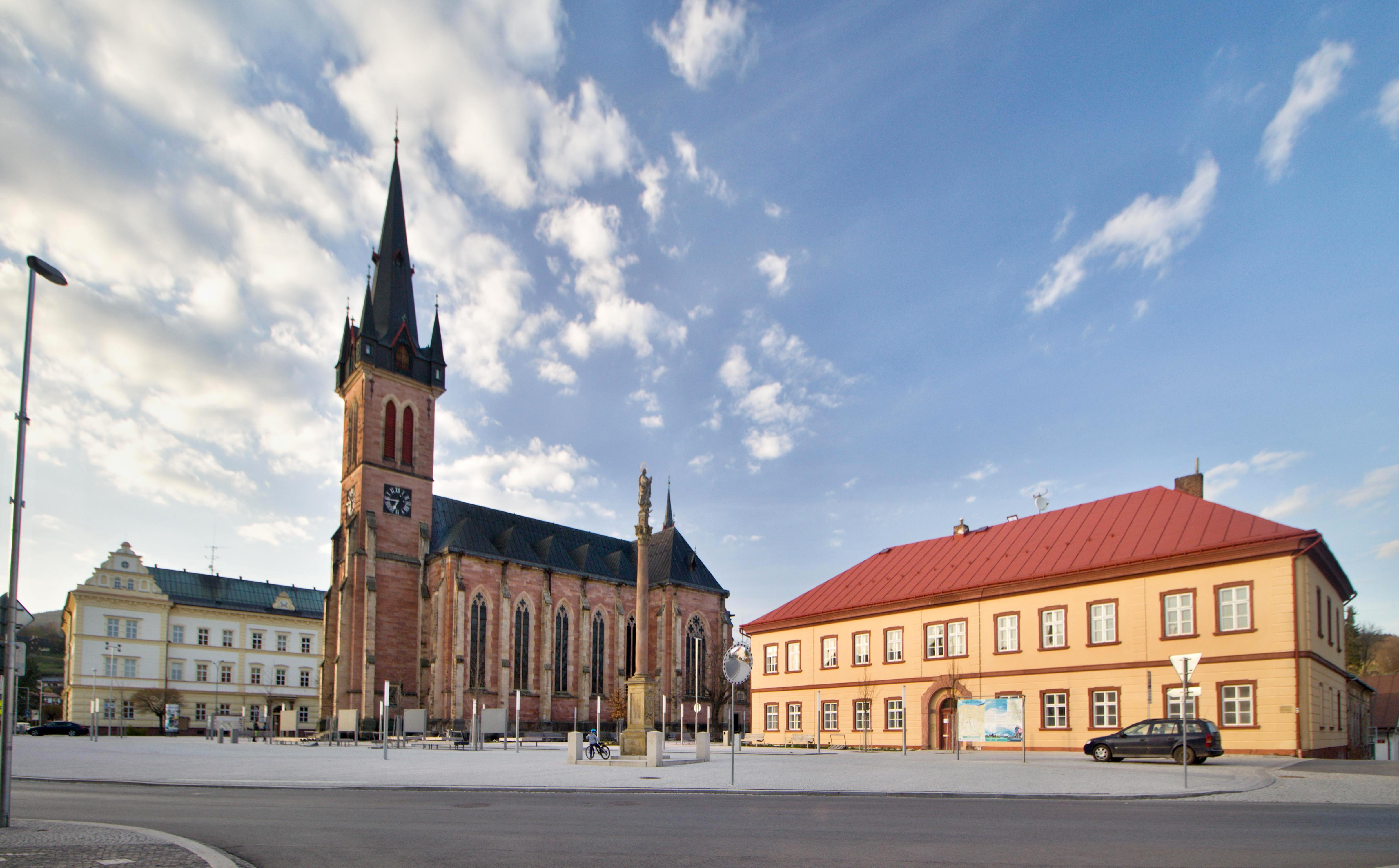
Altstadt

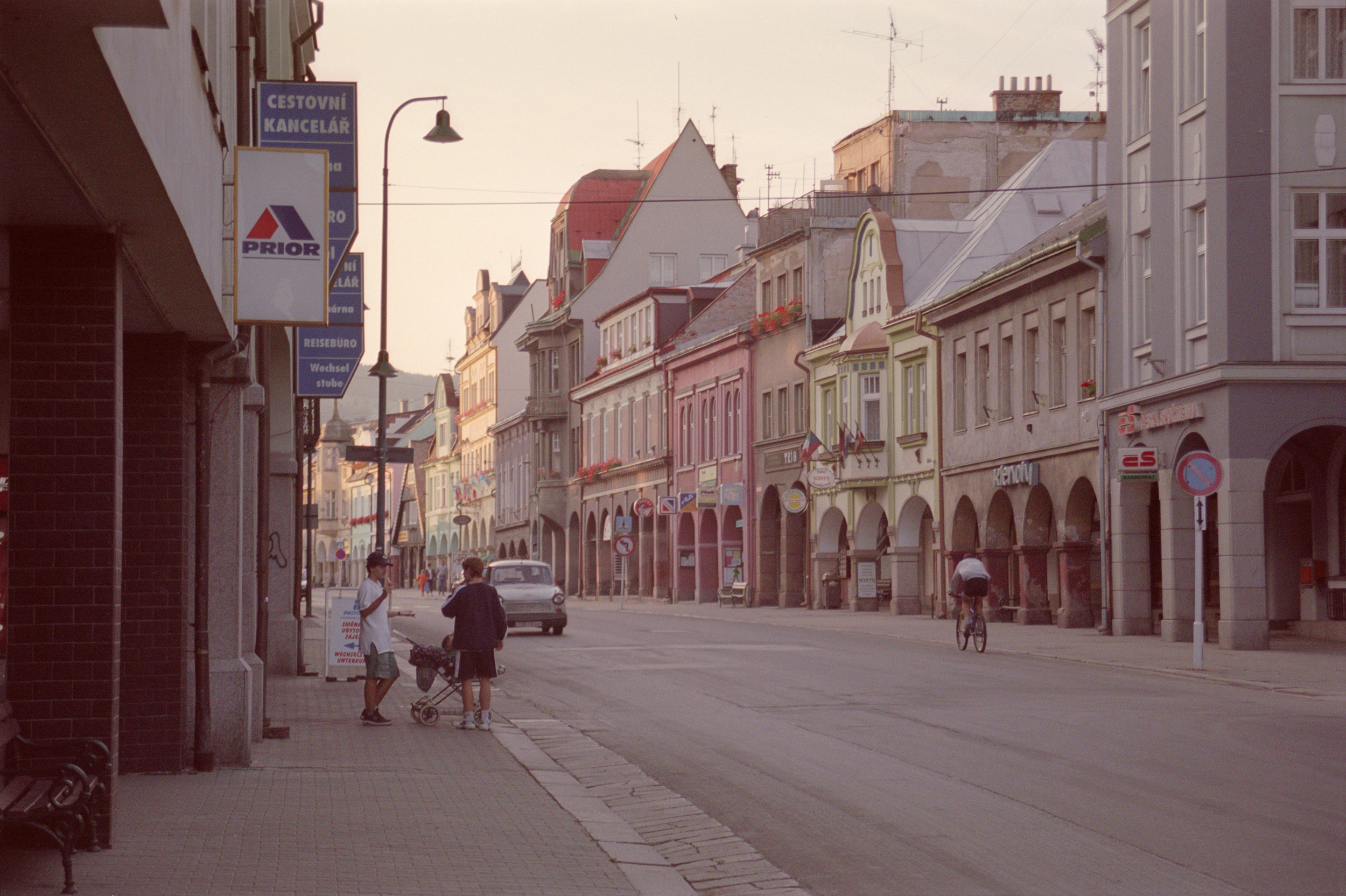
Hauptstraße

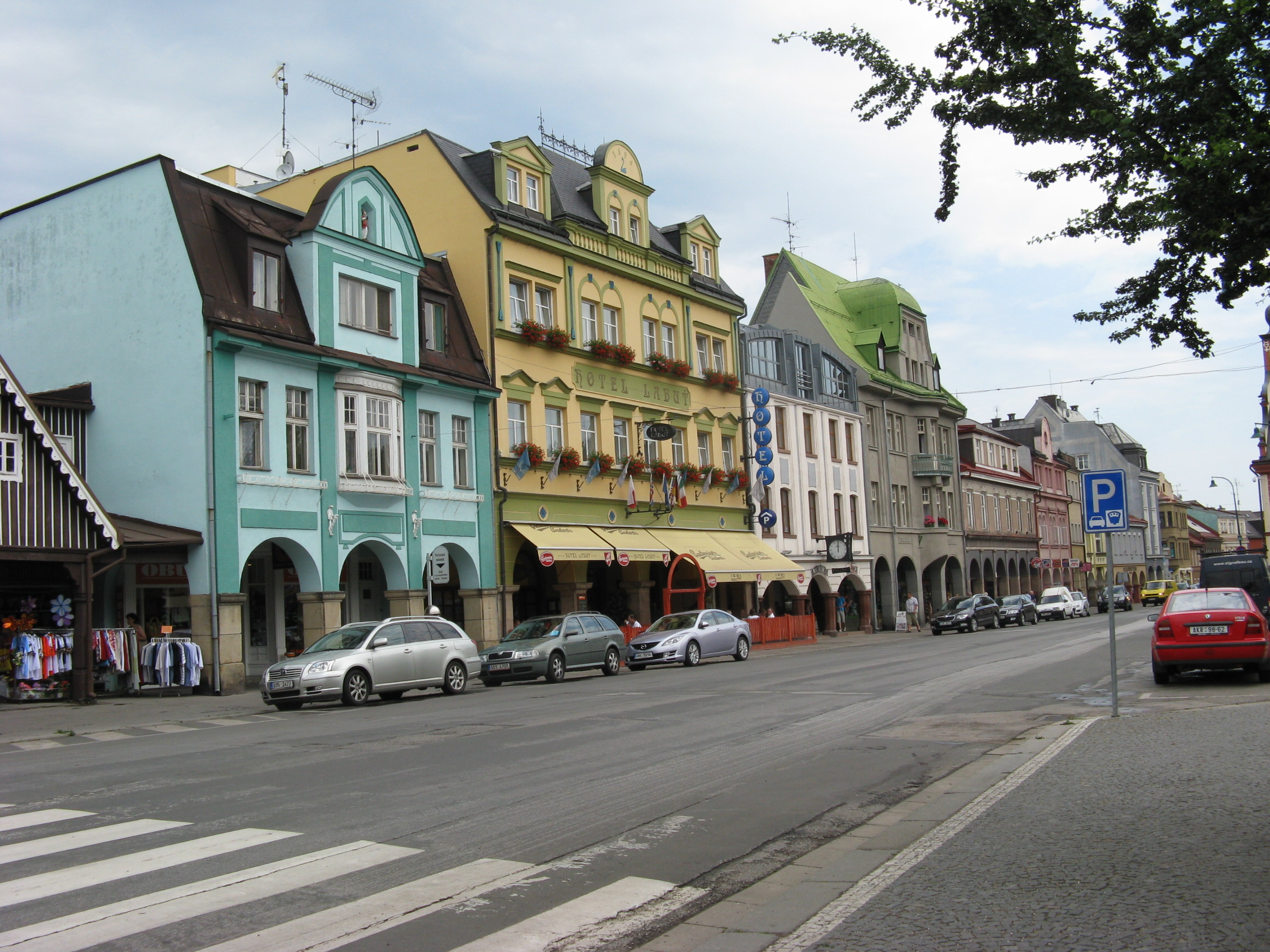
Häuserfront in der Altstadt

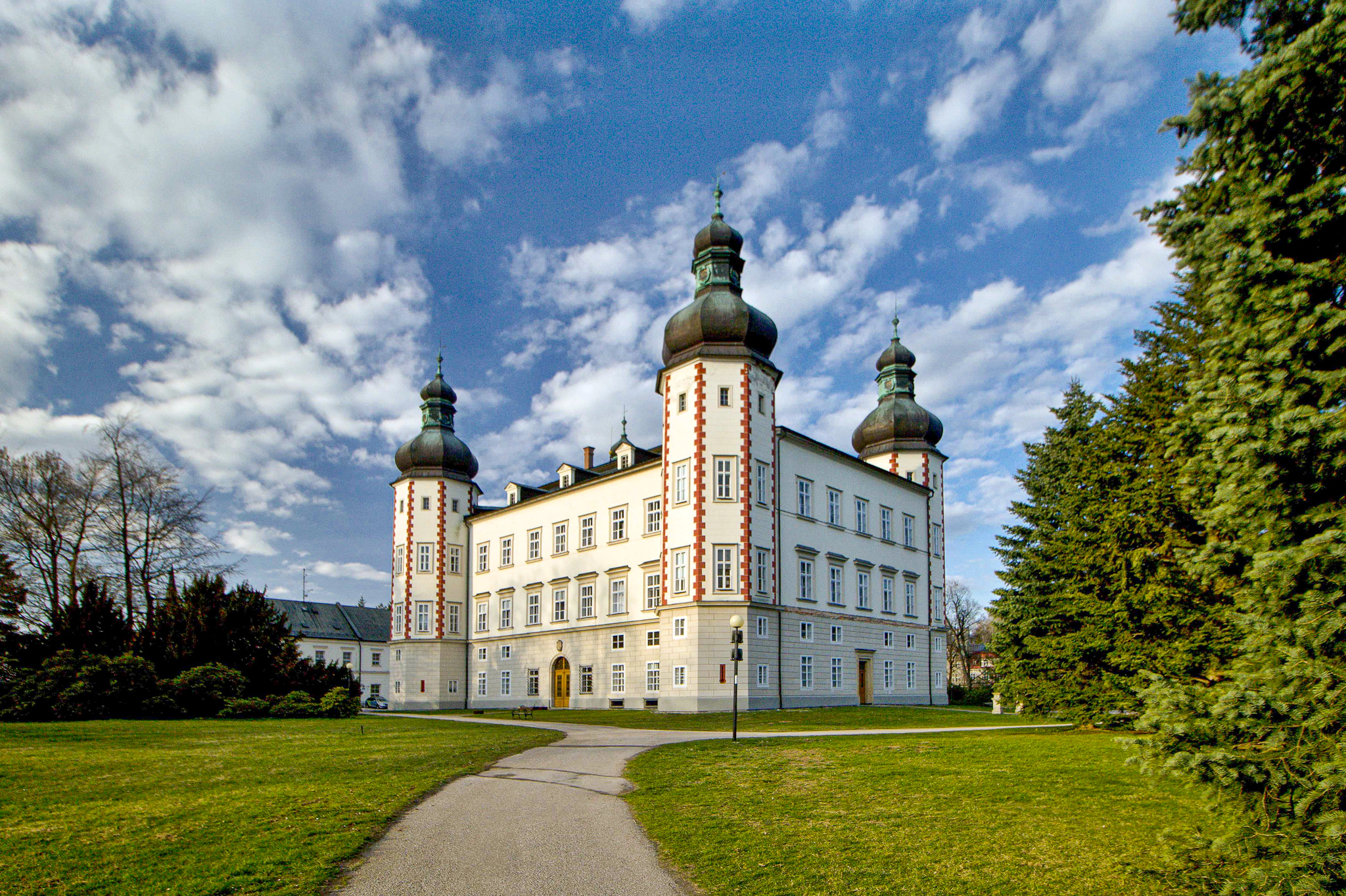
Schloss Hohenelbe

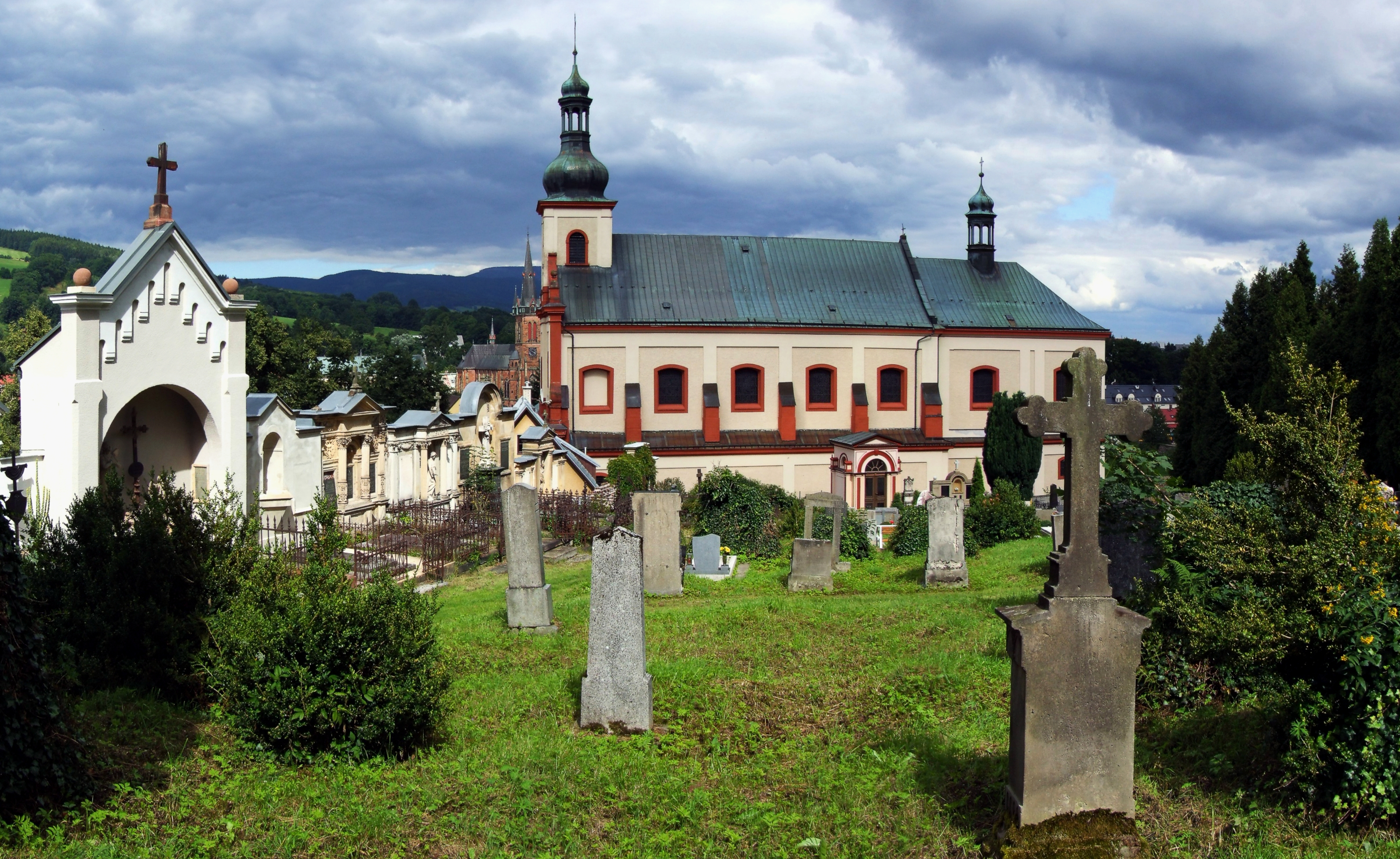
Augustinerkloster

Ein Dorf mit dem westslawischen Ortsnamen Wrchlab entstand vermutlich im 13. Jahrhundert im Zuge der Kolonisation des Vorlandes des Riesengebirges. Es wurde 1359 erstmals schriftlich erwähnt, als es einem Haschek (Hašek) auf Wrchlab gehörte, bei dessen Nachkommen es bis Anfang des 16. Jahrhunderts verblieb. Der ab 1409 von deutschen Bergleuten auch als Gießdorf bezeichnete Ort gehörte zunächst zur Lehensherrschaft Trutnov, von dem es 1525 wieder gelöst und selbständig wurde. 1533 war es im Lehensbesitz des Johann von Tettau, der es in diesem Jahr dem königlichen Oberberghauptmann Christoph von Gendorf verkaufte. Im darauffolgenden Jahr erhob Kaiser Ferdinand I. Gießdorf bzw. Wrchlab zur Stadt mit dem Namen Hohenelbe, gestattete die Führung eines Wappens und erteilte ihr das Recht, zwei Jahrmärkte und einen Wochenmarkt abzuhalten; außerdem weitere Privilegien für den Abbau von Erz. Im 16. Jahrhundert arbeiteten Hohenelber Textilmanufakturen mit den großen Nürnberger Handelshäusers Gebrüder Gewandschneider und Bartholomäus Viatis & Martin Peller zusammen. Sogar nach Venedig wurden Stoffe geliefert.
Unter Christoph von Gendorf nahm Hohenelbe den evangelisch-lutherischen Glauben an. Er setzte sich für ein protestantisches Gemeindeleben im Sinne des Reformators Martin Luther ein und ließ eine Kirche, ein Pfarrhaus, eine Schule sowie 1546–1548 ein dreigeschossiges Wasserschloss im Stil der Renaissance errichten. Nach seinem Tod 1563 erbte seine Tochter Eustachie, Witwe des Liegnitzer Kanzlers Wolf Bock von Hermsdorf, Hohenelbe. Nach Eustachies Tod wurden die Besitzungen auf ihre Töchter aufgeteilt. 1624 zu Beginn der Rekatholisierung in Böhmen verkaufte Christoph Gendorfers Enkel Wilhelm Miřkovský von Stropčic (Vilém Miřkovský ze Stropčic) Hohenelbe an Feldmarschall Herzog Albrecht von Wallenstein, der es seinem Herzogtum Friedland eingliederte. Durch die von ihm errichtete Waffenschmiede, in der einheimisches Erz verarbeitet wurde, erfolgte ein wirtschaftlicher Aufschwung der Bergstadt Hohenelbe. Nach Wallensteins Ermordung 1634 in Eger und dem Heimfall seines Vermögens an die Königliche Kammer übertrug diese Hohenelbe dem Feldmarschall Freiherr Rudolf von Morzin, aus einem Adelsgeschlecht in Friaul, als Belohnung für militärische Dienste während des Dreißigjährigen Krieges. Nach seinem Tod 1646 gelangte die Herrschaft Hohenelbe mit den Einkünften der Orte in Erbuntertänigkeit an Gräfin Aloisia Czernin von und zu Chudenitz. 1646 gab es wegen der Rekatholisierung einen Volksaufstand, dieser wurde von 50 Musketieren des königlichen Kommissärs Schönfeld gewaltsam beendet. Danach entwichen von 1650 bis 1655 vierhundertzwanzig Protestanten aus dem Herrschaftsgebiet in Richtung Luthertum. Bei ihren Nachkommen, den Czernin-Morzin, verblieb die Czernin-Morzin’sche Domäne Hohenelbe und Marschendorf im Riesengebirge bis zum Jahr 1881.
Paul von Czernin-Morzin ließ die Herrschaft 1646 vom Allod in eine Majoratsherrschaft wandeln. Während der Herrschaft des Wenzel von Czernin-Morzin wurde 1705–1725 ein Augustinerkloster errichtet, in dem Wilhelm Dientzenhofer († 1807), ein Sohn Kilian Ignaz Dientzenhofers, Prior war. 1750 trat Joseph Haydn gegen ein Jahresgehalt von 300 Gulden für zwei Jahre als Kapellmeister in die Dienste der Morzin. Im Jahr 1796 wurde die Herrschaft wieder zur Allodialherrschaft gewandelt.
Nachdem Ende des 18. Jahrhunderts die Erzvorkommen erschöpft waren, entwickelte sich die Textilindustrie zum Haupterwerbszweig. Vom letzten Viertel des 18. Jahrhunderts bis hinein in die 1930er Jahre prägte die Textilindustrie die handwerkliche und industrielle Entwicklung der Stadt Hohenelbe. Im Jahr 1788 begann das Unternehmen der Gebrüder Kiesling mit der Produktion von Tuch. Mit Beginn des 19. Jahrhunderts wurde die Stadt zu klein für neue industrielle Ansiedlungen und neue Textilkomplexe entstanden in Unter- und Oberhohenelbe sowie in Harta (Podhůří). Zur gleichen Zeit entstanden die ersten Textildruckereien. 1803 gründete Wenzel Zirm das erste von vielen Textilbleiche- und Stoffverarbeitungsunternehmen, das spätere Unternehmen der Familien von Leuzendorf & Waengler.
Im Jahr 1834 hatte die Allodialherrschaft Hohenelbe mit dem damit vereinigten Gut Langenau 14.363 Einwohner. Sie umfasste die Stadt Hohenelbe, das Städtchen Schwarzenthal (Černý Důl), die Dörfer Fuchsberg (Liščí Kopec), Harta (Podhůří), Klein Langenau (Malý Lánov), Mittel Langenau, Neudorf (Nová Ves), Nieder Hohenelbe (Dolejší Vrchlabí), Nieder Langenau (Dolní Lánov), Niederhof (Dolní Dvůr), Ober Hohenelbe (Hořejší Vrchlabí), Ober Langenau, Pelzdorf, Schmidtdorf und Schreibendorf (Kněžice), einen Anteil von Mönchsdorf sowie die in drei Gebirgsteile unterschiedenen Riesengebirgswälder bis zur schlesischen Grenze. Der erste Gebirgsteil umfasste die Baudensiedlungen Leierhäuser (Jelení boudy), Ochsengraben (Přední Labská), Planurbauden (Boudy na Pláni), Siebengründebauden (Sedmidolí) mit Bradlerbauden (Brádlerovy Boudy), Daftebauden (Moravská bouda) und Spindlerbauden (Špindlerovka), Spalte- und Sacherbauden, auch Spindelmühlbauden (Špindlerův Mlýn) genannt, St. Petersbauden (Svatý Petr), Tafelbauden (Tabulové Boudy) sowie die einzelne Petermannbaude (Petrova bouda) an der Großen Sturmhaube mit insgesamt 163 Häusern. Zum zweiten Gebirgsteil gehörten die Friesbauden (Friesovy boudy), Füllebauden (Hříběcí boudy), Gansbauden (Husí boudy), Hanapetershau (Hanapetrova paseka), Keilbauden (Klínové boudy), Lahrbauden (Lahrovy boudy), Pantenberg (Klášterka), Pommerndorf (Strážné), Rennerbauden (Rennerovky), Sächsstädten (Šestidomí), die Schöne Lahn (Krásná Pláň), Teichhäuser (Jezerní Domky) und Weiße Wiesenbaude (Luční bouda) einschließlich Rennerbaude mit 126 Häusern. Im dritten Gebirgsteil, bestehend aus den Auerwiesenbauden (Tetřeví boudy), Berghäuser, Böhnischbauden (Bönischovy boudy), Bohnwiese (Bobí boudy), Buchenbergbauden, Fuchsbergbauden (Liščí boudy), Goldhöhebauden, Kesselbauden (Kotelní boudy), Krummerwegbauden und Spiegelbauden (Zrcadlovky) standen 44 verstreute Häuser. Die Stadt Hohenelbe bestand zu dieser Zeit aus 360 Häusern, in denen 2757 Menschen lebten.
Nach der Aufhebung der Erbuntertänigkeit wurde Hohenelbe / Vrchlabí 1850 Sitz der Bezirkshauptmannschaft des Bezirks Hohenelbe und des Gerichtsbezirks Hohenelbe in der Monarchie Österreich-Ungarn. In der Stadt entstanden Volksschulen und eine Bürgerschule für Jungen und Mädchen, eine Fachschule für Weberei und 1909 ein Real-Gymnasium, zu dem nach 1918 auch Mädchen Zutritt hatten.
Nach dem Ersten Weltkrieg und der Entstehung der Tschechoslowakei 1918 hatte die Stadt Hohenelbe am 1. Dezember 1930 6984 Einwohner (davon 1203 = 17 % Tschechen). Infolge des Münchner Abkommens wurde Hohenelbe, das überwiegend von Deutschen bewohnt war, 1938 dem Deutschen Reich angeschlossen, von deutschen Truppen besetzt und gehörte bis 1945 zum Landkreis Hohenelbe, Regierungsbezirk Aussig, im Reichsgau Sudetenland des Deutschen Reichs.
In Ober-Hohenelbe wurde 1941 ein Zwangsarbeitslager mit Juden eingerichtet. Ende 1944 kamen 150 jüdische Zwangsarbeiter eines Kommandos des KZ-Außenlagers Parschnitz des KZ Groß-Rosen dorthin.
Nach dem Ende des Zweiten Weltkrieges wurden die im Münchener Abkommen (September 1938) an Deutschland übertragenen Territorien wieder der Tschechoslowakei zugeordnet und die mehrheitlich deutschsprachige Bevölkerung aus Hohenelbe vertrieben. Die Heimatvertriebenen gründeten in deren Patenstädten in Deutschland Bensheim in Hessen und Marktoberdorf im Allgäu im Jahr 1957 den Heimatkreis Hohenelbe Riesengebirge e. V. mit Archiv und Museum.
Die Zahl der Einwohner ging dadurch zunächst zurück und wurde durch Eingemeindungen und Zuzug ausgeglichen. Ende 1960 wurde der Okres Vrchlabí aufgehoben und die Stadt dem Okres Trutnov zugeordnet.

## Bevölkerung
Bevölkerungsentwicklung bis 1945
| Jahr | Einwohner | Anmerkungen           |
| ---- | --------- | --------------------- |
| 1830 | 2.875     | in 359 Häusern        |
| 1833 | 2.757     | in 360 Häusern        |
| 1857 | 3.383     | [ 11 ]                |
| 1900 | 6.600     | deutsche Einwohner    |
| 1930 | 6.984     | davon 1.203 Tschechen |
| 1939 | 6.345     | [ 13 ]                |

Bevölkerungsentwicklung nach Ende des Zweiten Weltkriegs
(Stand: 31. Dezember des jeweiligen Jahres)
| Jahr | Einwohner |
| ---- | --------- |
| 1956 | 10.018    |
| 1960 | 10.465    |
| 1970 | 10.993    |
| 1980 | 12.617    |
| 1990 | 13.595    |

| Jahr | Einwohner |
| ---- | --------- |
| 2000 | 13.378    |
| 2010 | 12.461    |
| 2020 | 12.289    |
| 2022 | 12.205    |

## Städtepartnerschaften
- Baunatal, Deutschland
- Trouville-sur-Mer, Frankreich
- Kowary, Riesengebirge, Polen

## Sehenswürdigkeiten
- Ehemaliges Schloss der Grafen Czernin-Morzin (Vrchlabský zámek) mit vier achteckigen Türmen, 1546–1548 neben einem alten Wasserkastell errichtet, 1820 umgebaut, die Burgmauern abgetragen und die Wassergräben zugeschüttet. Es enthält heute das Stadtamt.
- Renaissance-Rathaus von 1591, wurde 1732 im Stil des Barock umgebaut und 1927 restauriert
- St.-Laurentius-Kirche (1889)
- Riesengebirgs-Museum (vier historische Holzhäuser)
- Augustinerkloster

## Wirtschaft und Tourismus
Vrchlabí gehört zu jenen Städten im Riesengebirge, die nicht nur von den Einkünften durch den Tourismus leben. Weitere Arbeitgeber sind Škoda Automobil, Kablo (Kabel), AEG Identifikationssysteme (RFID-Transponder) und OCZ (LCD-Displays). Durch die große Anzahl von Geschäften und Supermärkten ist Vrchlabí Einkaufsstadt auch für die umliegenden Ortschaften. Im Jahr 2005 wurde ein Großteil der Bereichsverwaltung des Bezirks Trutnov nach Vrchlabí verlegt. Die Verwaltung des grenzüberschreitenden Nationalparks Riesengebirge hat ihren Hauptsitz in Vrchlabí, das neben dem historischen Stadtkern und seinen Sehenswürdigkeiten zahlreiche Cafés und Restaurants bietet. Im Winter sind Langlaufloipen und kleinere Skiareale am Hausberg Žalý (Heidelberg, 1018 m), am Kněžický vrch und am Hang Bubákov in Betrieb. Im Sommer erschließt ein gut markiertes Netz an Wanderwegen und Mountainbikerouten die Umgebung im südlichen Riesengebirge.
Vrchlabi gilt als Wiege des Skisports in Mitteleuropa, was die Stadt vor allem dem Wirken von Guido Rotter verdankt, dem Gründungspräsidenten des Österreichischen Skiverbandes.

## Söhne und Töchter der Stadt

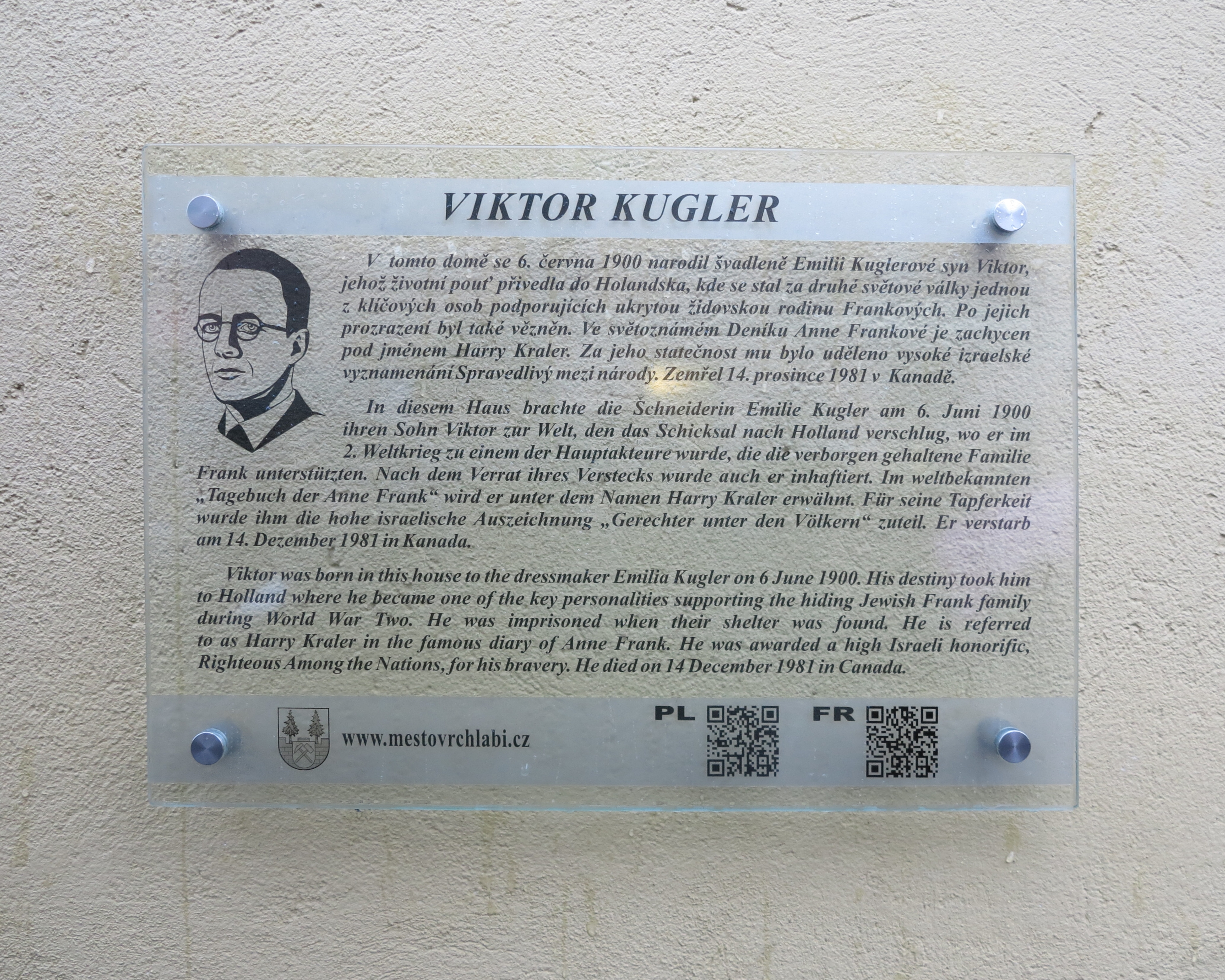
Gedenktafel für Viktor Kugler an seinem Geburtshaus in Vrchlabi

- Josephine Kablik (1787–1863), Botanikerin und Paläontologin
- Franz Jung (1872–1957), Mathematiker und Hochschullehrer
- Roland Plech (1888–1954), Bürgermeister von Hohenelbe 1924–1933
- Paul Nettl (1889–1972), Musikwissenschaftler
- Edwin Rolf (1899–1991), Ingenieur, Hobbyastronom und Konstrukteur von Teleskopfernrohren
- Victor Kugler (1900–1981), versteckte Juden vor der Verfolgung durch Anhänger des Nationalsozialismus und erhielt den israelischen Ehrentitel Gerechter unter den Völkern
- Bruno Schier (1902–1984), deutscher Ethnologe
- Josef Kraus (1903–nach 1940), deutscher Politiker, Reichstagsabgeordneter
- Josef Scharf (1909–nicht ermittelt), deutscher Ophthalmologe und Hochschullehrer
- Wolfgang Pilz (1911–1994), deutscher Ingenieur, Raketentechniker
- Wilhelm Hollmann (1922–2010), deutscher Politiker (CDU)
- Theo Tupetz (1923–1980), deutscher Studentenfunktionär und Sozialpolitiker
- Anton Joachimsthaler (* 1930), deutscher Historiker
- Hans Pichler (1931–2024), deutscher Mineraloge, Geologe und Vulkanologe
- Karl Kraus (1938–1988), theoretischer Physiker
- Josef Samek (* 1957), Skispringer
- Zdeněk Vítek (* 1977), Biathlet
- Veronika Vítková (* 1988), Biathletin
- Eva Samková (* 1993), Snowboarderin und Olympiasiegerin
- Tereza Voborníková (* 2000), Biathletin